# Delphacodes leprotosoma
Delphacodes leprotosoma är en insektsart som först beskrevs av Flor 1861.  Delphacodes leprotosoma ingår i släktet Delphacodes och familjen sporrstritar. Inga underarter finns listade i Catalogue of Life.